# Detlev Tank
Detlev Tank (* 11. Juni 1944; † 14. März 2023 in Ruppach-Goldhausen) war ein deutscher Fußballspieler und -trainer des TuS Ahrbach. Als Trainer hat er den Verein über einen Zeitraum von 30 Jahren geprägt und bundesweit durch die Erfolge als Dorfverein im Frauenfußball bekannt gemacht.

## Vereinsleben
Tank trat im Alter von 26 Jahren dem Mehrspartensportverein TuS Ahrbach bei und war Fußballspieler der ersten Mannschaft. Mit Gründung einer Frauenfußballabteilung im Jahr 1976 war er ihr erster Trainer – bis ins Jahr 1999. Zudem trainierte er auch ab 1979 die Jugendmannschaft, sowie zwei Jahre später die Altherrenmannschaft. Von 1982 bis 2000 bekleidete er das Amt des Vereinsvorsitzenden.

## Erfolge als Trainer
| Jahr      | Damen                                               | Jugend                                                                                        | Alte Herren         |
| --------- | --------------------------------------------------- | --------------------------------------------------------------------------------------------- | ------------------- |
| 1978      | Kreismeister                                        | −                                                                                             |                     |
| 1979–1982 | −                                                   | Kreismeister B- und A-Jugend, Bezirksmeister A-Jugend, Aufstieg in die A-Jugend-Rheinlandliga |                     |
| 1983      | −                                                   | −                                                                                             | Meister Kreisliga C |
| 1985      | Rheinlandmeister                                    | −                                                                                             | −                   |
| 1986      | Rheinlandmeister                                    | −                                                                                             | −                   |
| 1988      | Rheinlandmeister                                    | −                                                                                             | −                   |
| 1988      | Rheinlandpokalsieger                                | −                                                                                             | −                   |
| 1989      | Finalist Deutsche Meisterschaft                     | −                                                                                             | −                   |
| 1991      | Rheinlandmeister und Aufstieg in die Bundesliga Süd | −                                                                                             | −                   |
| 1995      | Halbfinalist Deutsche Meisterschaft                 | −                                                                                             | −                   |
| 1998      | Meister Regionalliga Südwest                        | −                                                                                             | −                   |
| 1999      | Meister Regionalliga Südwest                        | −                                                                                             | −                   |

## Erfolge in der Vereinsarbeit
- Ab
  - 1980                    Jährliche Organisation von Turnier- und Sportreisen sowie Trainingslagern  (u. a. USA, Kanada, Neuseeland) und Kinder- und Jugendfreizeiten
  - 1985                    Organisation „Ahrbach-Cup“
  - 1992                    Organisation von Hilfstransporten nach Bosnien und Rumänien
  - 1997                    Initiative zum Bau des Rasensportplatzes in Ruppach-Goldhausen durch die Ortsgemeinde
- Von/bis
  - 1994–1996               Organisation DFB-Hallenpokal der Frauen in Koblenz